# Subfusiles Star

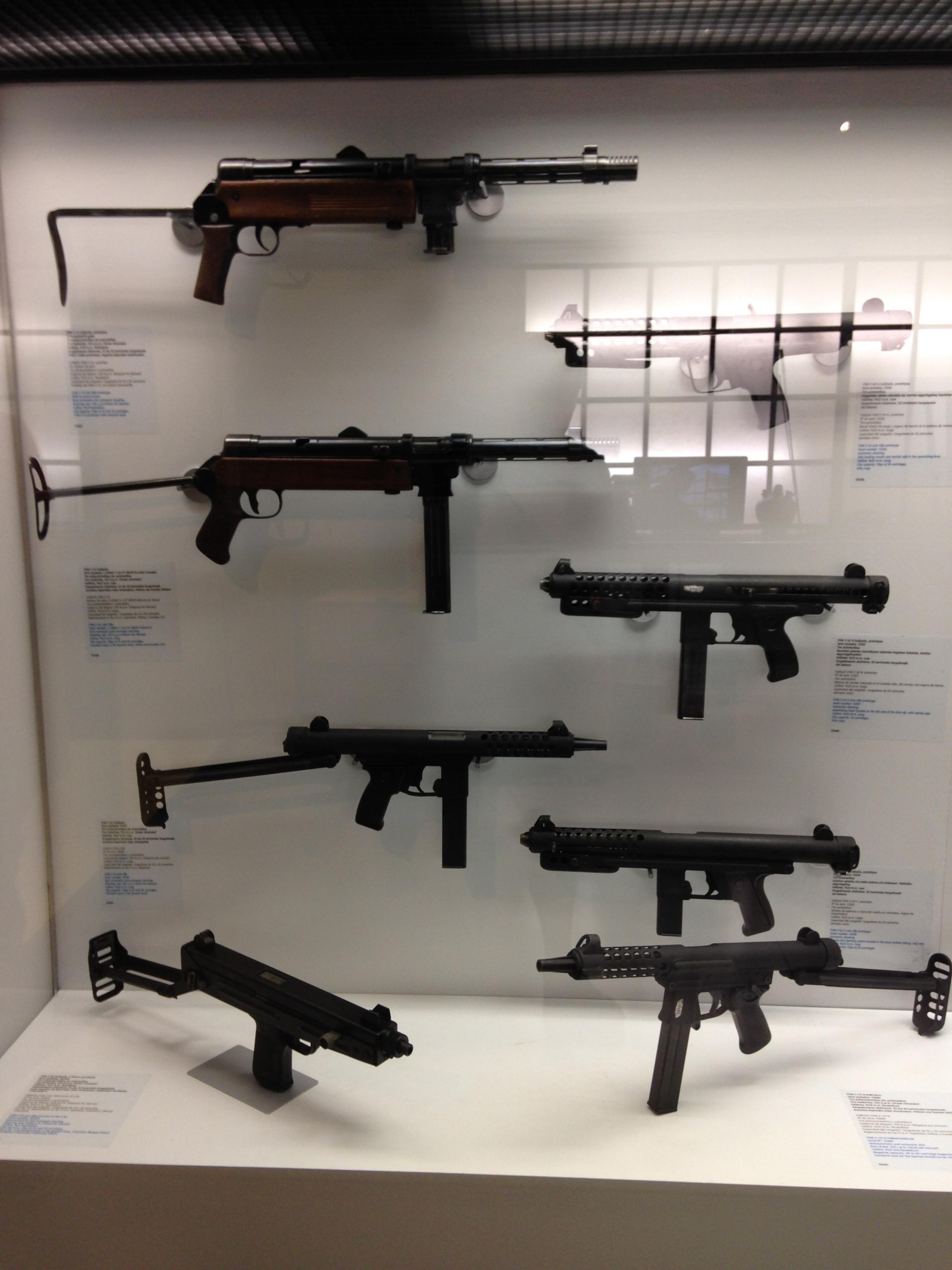
Vitrina de subfusiles STAR en el Museo de la Industria Armera de Éibar.

Los subfusiles Star fueron, junto con las pistolas, el principal producto de la empresa de armas cortas española STAR, Bonifacio Echeverría S.A.. Esta empresa se ubicaba en la localidad guipuzcoana de Éibar en País Vasco, España. Esta localidad y su entorno, la comarca del Bajo Deva, tienen una gran tradición en la fabricación armera llegando a adquirir el sobrenombre de la ciudad armera.

## Historia
Cuando en el año 1919 se los hermanos Echeverría deciden utilizar el nombre STAR en todas las armas que fabricaban todavía no se habían decidido a comenzar a la fabricación del arma que sería una de sus más conocidos productos, los subfusiles ametralladores. 
A mediados de los años 30 del siglo XX deciden comenzar la fabricación de este tipo de arma, a caballo entre la pistola y el fusil. Los subfusiles SI-35 y TN-35 fueron los pioneros de una serie que llegaría hasta los años 1990. Sirvieron en la guerra civil española pero no tuvieron éxito en el mercado internacional, fundamentalmente inglés y estadounidense, por su complejidad.
Le siguió el Z-45, que fue el subfusil reglamentario del Ejército español por muchos años, hasta que fue sustituido por el Z-62. El Z-45 era muy parecido al MP40 alemán, podía tener una culata de madera (en algunos modelos larga y en otros corta) y también una culata metálica plegable. Se exportó a muchos países, como Chile, Cuba, Portugal y Arabia Saudita.
Con la experiencia conseguida con el Z-45, a finales de los años 50 se comenzó a desarrollar una nueva generación de subfusiles que se comercializaría en 1963 y se llamaría Z-62, para el modelo que disparaba el cartucho 9 x 19 Parabellum, Z-63 para el que disparaba el cartucho 9 mm Largo (9 mm Bergmann-Bayard); al final se denominó Z-62 a ambos modelos. Se caracterizaba por una mayor simplicidad de manejo, tanto durante el combate como para fines de adiestramiento, a la vez que se asegura su gran robustez y seguridad de funcionamiento. Sustituyó al Z-45 como arma reglamentaría del ejército español hasta 1970. Pesaba 2,65 kg sin cargador y tenía una cadencia de fuego de 550 disparos por minuto.
Una modernización del producto dio lugar al Z-70 y a su variante Z-70B, cuya diferencia fundamental estaba en la forma de seleccionar el modo de tiro, semiautomático o automático, que en el Z-70 se efectúa mediante un gatillo disparador con dos sectores (si se aprietan ambos, el tiro es automático) y en la variante B mediante una palanquilla lateral. Por lo demás es muy parecido a su antecesor. El Z-70 se fabricó solo para emplear el cartucho 9 x 19 Parabellum.
En 1975 salió el Z75 que es la tercera, y última, generación de subfusiles de la STAR. Incorporaba características modernas parecidas al M-23/25 checo y se asemejaba superficialmente al UZI. Se realizó solo para emplear el cartucho 9 x 19 Parabellum.
La evolución del Z-75 dio lugar al Z-84, que se produjo para emplear los cartuchos 9 x 19 Parabellum y 9 mm Largo (Bergmann-Bayard). Aunque se declaró como arma oficial del ejército, para sustituir a los Z-70, y parece ser que se adquirieron algunas unidades, al parecer no se llegó a distribuir, ya que se pasó de los Z-70 a los MP-5 y G-36 extranjeros. La selección del modo de disparo se realizaba con un botón lateral y tenía una cadencia de 550 disparos por minuto. Se exportó a varios países extranjeros, tanto para sus fuerzas armadas como para la venta comercial (versión semiautomática).
En los años 1980 lanzan el modelo de subfusil Z-84 basado en una versión anterior llamada Z-75, que se diferenciaba de los anteriores en la utilización de material plástico para su fabricación, lo que aligeraba el peso y le daba más fiabilidad.

## Características de los subfusiles Star

### Subfusiles RU-35, Si-35, TN-35 y Atlantic
Estos subfusiles fueron los primeros que fabricó la Star en 1935, ambos eran casi idénticos variando la cadencia de tiro que en el RU-35 era de 300 disparos por minuto llegando e el TN-35 a los 700. Se utilizaron en la guerra civil española.
Inspirados en el subfusil MP28 , estas armas poseen una culata de madera, el brocal del cargador se ubica a la derecha y el cañón está rodeado por una camisa de refrigeración, mientras que su ánima tiene seis estrías dextrógrias. El SI 35 poseía dos modos de tiro que se podían seleccionar mediante una palanquilla selectora. El modelo RU-35 solo tenía tiro lento mientras que el TN-35 solamente tenía tiro rápido. Esta arma podía calzar una bayoneta. Los modelos SI-35 y RU-35 se usaron en la guerra civil española y los TN 35 y Atlantic se reservaron para la exportación pero las comisiones de pruebas de Francia, el Reino Unido, Alemania y los Estados Unidos los rechazaron por motivos de la complejidad de los mecanismos y los costos excesivos de fabricación.

#### SI-35
- Munición: 9 mm Largo
- Longitud: 90 cm
- Cañón: 27 cm
- Peso sin munición: 3,8 kg
- Cargadores: 10, 30 o 40 cartuchos
- Cadencia de tiro: 300 o 700 disparos/minuto

#### RU 35
- Munición: 9 mm Largo
- Longitud: 90 cm
- Cañón: 27 cm
- Peso sin munición: 3,8 kg
- Cargadores: 10, 30 o 40 cartuchos
- Cadencia de tiro: 300 disparos/minuto

### TN 35
- Munición: 9 mm Largo
- Longitud: 90 cm
- Cañón: 27 cm
- Peso sin munición: 3,8 kg
- Cargadores: 10, 30 o 40 cartuchos
- Cadencia de tiro: 700 disparos/minuto

#### ATLANTIC
- Munición: 9 mm Parabellum/.38 Super Auto/7,65 mm Largo.
- Longitud: 90 cm
- Longitud del cañón: 27 cm
- Peso del arma vacía : 3,8 kg
- Cargadores: 10, 30 o 40 cartuchos
- Cadencia de tiro: 700 disparos/minuto

### Subfusil Z-45

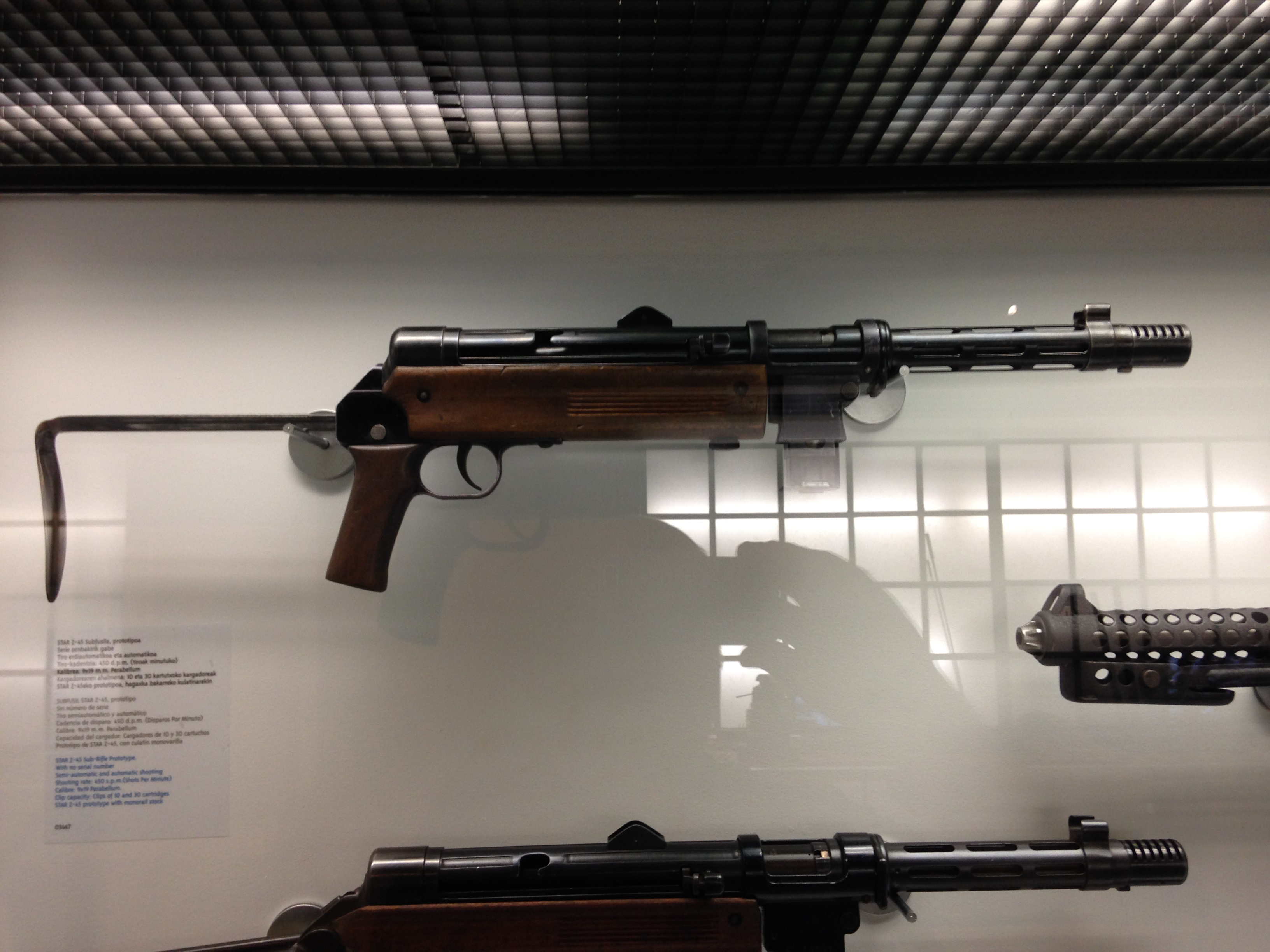
El Star Z-45 del Museo de la Industria Armera de Éibar.

El Z-45 fue el subfusil que dio relevancia a la Star como fabricante de este tipo de armas, fue fabricado entre los años 1945 y 1962. Fue el subfusil reglamentario del ejército español durante más de 20 años hasta su reemplazo por el modelo Z-62. 
Hecho enteramente de acero y casi idéntico al subfusil alemán MP40, utilizaba el cartucho 9 x 23 Bergmann-Bayard conocido como 9 mm Largo. Tenía un freno de boca, para reducir el retroceso de este cartucho, y su cañón estaba cubierto con camisa perforada para facilitar la refrigeración y proteger al usuario de quemaduras. La manija de amartillado estaba a la derecha del arma y la selección del modo de tiro se realiza mediante un disparador (gatillo) con dos secciones. Se fabricaron con culata de madera fija y culata plegable. 
De excelente resultado y de una alta durabilidad fue muy bien aceptada en el mercado internacional, siendo exportada a muchos países como Chile, Cuba, Portugal, Marruecos y Arabia Saudita entre otros. Según el cliente, el Z-45 se fabricó para los cartuchos 9 x 19 Parabellum y .45 ACP.

Las medidas del arma son:
- Longitud arma: 600 mm
- Longitud cañón: 210 mm
- Peso sin cargador: 3.500 g[3]
- Peso con cargador de 30 cartuchos: 4.524 gramos
- Cargadores: 10 o 30 cartuchos
- Cadencia de tiro teórica: 450 disparos/minuto

### Subfusil Z-62 y Z-63
Esté modelo de subfusil es el primero de la segunda generación de este tipo de armas que fabricó la Star. Tomando como base el Z-45 surge el nuevo modelo de subfusil compacto Z-62 haciéndolo más ligero, manejable, simple, robusto y seguro. Esta nueva arma se fabricó para los cartuchis 9 x 19 Parabellum y 9 x 23 Largo (9 mm Bergmann-Bayard). De menor tamaño que su antecesor posee la ventaja de un desmontaje muy simple sin más herramientas que los propios elementos que acompañan al arma. La seguridad se ha mejorado ostensiblemente respecto al modelo anterior.
El Z-62 se acerca mucho al segmento del pistola automáticas que al de las armas largas pudiendo ser disparado en guardia baja con una sola mano. También es posible realizar el disparo con el arma en el hombro gracias al culatín extensible que posee.
La robustez del nuevo modelo de subfusil se complementa con su hermeticidad que lo hace muy resistente a los problemas que se derivan el contacto con el barro o la arena. La hermeticidad se logra con un diseño que reduce todas las ventanas posibles dejando solo dos huecos en el tubo del cierre, uno para la alimentación de la munición y otro para la extracción de las vainas de los cartuchos. Estos huecos se cierran en el funcionamiento normal del arma, el de alimentación cuando lleva puesto el cargador y el de extracción cuando el cerrojo está en posición cerrada o avanzada.
La seguridad el arma se incrementa con un mecanismo que bloquea el cierre impidiendo que se arme por un movimiento brusco o un golpe. Así mismo posee un sistema que impide la posibilidad de percusión prematura del cartucho antes de que este esté totalmente posicionado en la recámara. 
La manilla de montaje del cierre se maneja fácilmente y se escamotea después de su uso pudiéndose mantener enhiesta y sin asegurar si es acompañada con la mano. 
La robustez y simplicidad del arma viene dada por su mecanismo de disparo que consta únicamente e tres piezas y un resorte básico. La selección del modo de disparo, entre modo semiautomático y automático se realiza variando la zona de pulsación sobre el disparado (gatillo) el cual posee dos ranuras en forma de media luna que permite, si se pulsa sobre la superior, el disparo en modo automático y, si se pulsa en el inferior el tiro a tiro. Un botón situado en la empuñadura permite asegurar el arma tanto en posición montada como desmontada.
El cañón, de 200 mm de longitud, va alojado dentro del tubo del arma y apoyado en los extremos más lejanos lo que le confiere una inmejorable alineación respecto a los elementos de puntería aguantando un trato muy rudo.
El subfusil Z-62 tiene las siguientes características:
- Munición; 9 x 19 Parabellum y 9 mm Largo (Bergmann-Bayard)
- Calibre; 9 mm
- Tipo de mecanismo; sistema de cierra por masa con reculada y percusión adelantada
- Modo de tiro: automático y semiautomático (tiro a tiro)
- Cadencia de tiro (teórica): 550 disparos/minuto
- Velocidad inicial de la bala: entre 370 y 390 m/s
- Longitud del cañón; 200 mm
- Longitud del arma: 480 mm (culata plegada), 700 mm (culata desplegada)
- Peso del arma: 2,65 kg (sin cargador)
- Capacidad de los cargadores: de 20, 30 y 40 cartuchos
- Punto de mira: regulable lateralmente
- Alza: graduada para 100 y 200 m[4]

#### Sus partes
Esta arma se compone de las siguientes piezas y mecanismos:
Tubo de cierre
El tubo de cierre e un tubo cuyo extremo delantero está reforzado con un casquillo soldado destinado al engarce del cañón. En el cuerpo del tubo se han realizado las ventanas de expulsión y alimentación y el agujero para el diente del fiador. La parte trasera va cerrada por un tapón que engancha en unos tetones solidarios con el tubo en el que también se han practicado las muescas para la fijación del resorte recuperador. La parte delantera, donde va el casquillo de engarce del cañón, tiene una serie de agujeros de refrigeración.
Sobre el tubo se emplazan el punto de mira y el pie del alza y en la parte inferior el soporte de la caja de mecanismos de disparo y el enganche del culatín.
El interior del tubo va el cañón, el cual es inmovilizado mediante un chavetero situado en su parte trasera, o de recámara, y sujetado por las aletas que este tiene alrededor de su boca. El cierre se sitúa tras el cañón. Es un cilindro que aloja los mecanismos de percusión, seguro de inercia y engarzamiento del cartucho. Un vaciado en su parte inferior le permite correr por encima del cargador y en su parte trasera para alojar la guía del resorte recuperador. Este resorte termina en un disco que posee dos salientes que engarzan en las muescas del tubo y dos tetones que fijan el tapón.
Armazón de mecanismos
Es un bastidor que en su parte delante tiene tubo de sección cuadrada que permite el alojamiento del cargador en cuyo borde superior se halla la tolva de alimentación de cartuchos y bajo esta una lengüeta que se aloja en el canal chavetero del cañón y lo inmoviliza de modo que las aletas que rodean la boca de fuego engarcen dentro de las estrías del casquillo del tubo quedando el cañón alineado. Esta lengüeta fija también el armazón de mecanismos en su parte delantera. En la parte trasera del alojamiento del cargador se sitúa el mecanismo de fijación del mismo.
La parte trasera del cajón de mecanismos aloja el mecanismo de disparo. Entre este y el cargador se sitúa la aleta de expulsión de las vainas de los cartuchos disparados que son arrastrados por el cerrojo en su movimiento de recuperación. Bajo el botón de seguridad se ubica el pistolete. En la zona posterior se encuentra en enganche de fijación del armazón al tubo.
El mecanismo de disparo está compuesto por un robusto fiador con un agujero ovalado sobre el que pivota y dos dientes a los lados. El disparador también tiene un agujero ovalado que está equipado con un pequeño diente que encaja en uno de los del fiador haciendo bascular, al ser pulsado, al fiador hacia abajo. El disparador lleva dos muescas en media luna que permite seleccionar el modo de tiro entre tiro a tiro y automático. El conjunto de las tres piezas es activado por medio de un resorte provisto de una guía colocado antagónicamente entre ellas. Bajo el fiador va el seguro, el cual es un pasador con varias muescas que sirven para inmovilizarlo. 
Culata
Dos largueros de acero en cuyo extremo está la cantonera forman la culata del arma. La cantonera se puede desplegar sobre el tubo sirviendo de apoyamanos o bien se puede desplegar toda la culata para poder apoyar el arma en el hombro. La cantonera esta taladrada para aligerar peso y los largueros reforzados mediante nervados.
Cargador
El arma puede portar cargadores de 20, 30 y 40 cartuchos. El cargador es del tipo de petaca con la munición ordenada al tresbolillo sin estrangulamiento que permite centrar la bala en su boca. Está compuesto por el tubo rectangular, la teja elevadora, su resorte y el tapón con su enganche.

#### Operación y funcionamiento
El Z-62 es un arma que funciona bajo el principio del sistema de cierre por masa con reculada y percusión adelantada. El modo de operación es el siguiente: una vez llenado el cargador con la munición, se introduce este en su alojamiento hasta que quede enganchado en el mismo. Se levanta la manilla del cierre (que está situada en la parte delantera izquierda del tubo) para quitar el cierre y, tirando de ella hacia atrás, desactiva el seguro de inercia o automático permitiendo que el cerrojo corra hacia atrás quedando retenido por el fiador en su posición montada. Tanto el resorte disparador como la manilla de cierre están comprimidos.
Cuando se suelta a manilla del cierre esta vuelve a su posición quedando asegurada sobre el cuerpo del tubo. La presión del resorte recuperador sobre el cerrojo hace que el fiador quede fijado en el extremo de su agujero ovalado y que uno de los dientes quede por encima del dientecillo del disparador.
Cuando se presiona en la media luna inferior del gatillo (tiro semiautomático) el dientecillo empuja al fiador liberando este el cierre. El cierre corre por el tubo impulsado por el resorte recuperador que al pasar sobre el cargador arrastra el cartucho que se encuentra en sus labios introduciéndolo en la recámara del cañón. El vástago de seguridad que sobresale en el frente del cerrojo choca contra el cañón, retrocediendo y empujando al brazo del balancín de percusión, que a su vez actúa sobre la aguja de percusión que percute sobre el pistón del cartucho, disparando este.
La deflagración de los gases hace que el proyectil salga por el cañón y el cerrojo retroceda arrastrando la vaina que al pasar sobre el expulsor hace que la vaina salga del arma. El cerrojo pasa sobre el fiador, que retrocede perdiendo el contacto con el dientecillo del disparador volviendo a subir para impedir que el cerrojo vuelva a bajar y fijarlo en la posición montada dejándolo listo para un nuevo ciclo. Es necesario soltar el disparador para que vuelva a situar su dientecillo por debajo del del cerrojo y pueda actuar sobre este.
Si se pulsa sobre la media luna superior (tiro automático o ametrallador) este retrocede sobre su eje y recorre todo el ojal (agujero ovalado) empujando al fiador que se mantiene oculto a no poder separar su diente del del disparador impidiendo, de esta forma, que pueda retener al cerrojo en su retroceso. En este modo de tiro, al agotarse la munición el cierre queda en su posición de cierre. El seguro situado sobre la empuñadura bloquea el cierre impidiendo su movimiento en cualquiera de los sentidos.
El alza tiene posiciones de 100 m y 200 m y el punto de mira se gradúa en forma horizontal. El culatín se extiende presionando los largueros y tirando de la cantonera.
Esta arma reemplazó en la equipación reglamentaria del ejército español al Z-45 y estuvo en servicio desde 1963 hasta comienzos de los años 70 que fue sustituida por el (Aunque en las islas Canarias se seguía usando la Z-62 hasta el final del servicio militar obligatorio) Z-70 y el Z-70B.
El modelo comercial, fabricado solo en 9 mm Parabellum, fue conocido como Z-63.

### Subfusil Z-70 y Z-70/B
El subfusil Z-70, y su variación Z-70B, es una mejora del modelo anterior Z-62/63. Las modificaciones introducidas no cambian las disposiciones de los elementos ni el peso y medidas del arma. El Z-70 solamente se fabricó para el cartucho 9 x 19 Parabellum, que es la munición estándar utilizada por la OTAN. El disparador de los Z-70 es un disparador giratorio monopunto convencional realizándose la selección del modo de tiro mediante una palanca giratoria que se encontraba en el lado izquierdo de la culata diseñada para ser manejada con el dedo pulgar. Este mismo elemento incorpora el ajuste de seguridad. Se introdujeron otros pequeños cambios que no afectan al arma. 

#### Diferencias con el Z-62

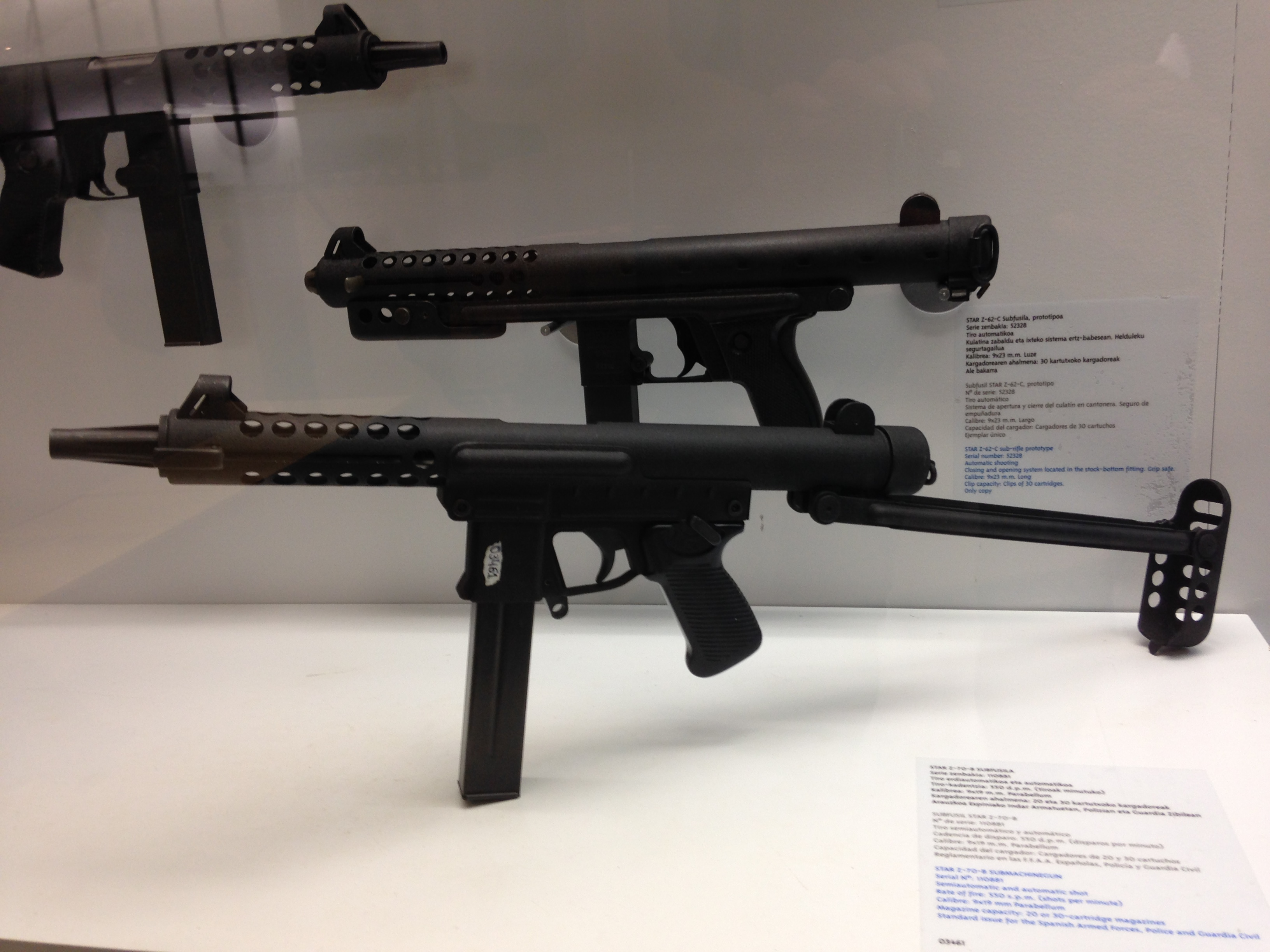
El Star Z-70 del Museo de la Industria Armera de Éibar.

Las diferencias que se introdujeron al nuevo modelo de arma se centran en el mecanismos de disparo y seguro. El mecanismo de disparo se ubica en la sección trasera del armazón de mecanismos debajo del expulsor de vainas. Alojado en él hay un robusto fiador en forma de palanca el cual está provisto de un agujero ovalado, en forma de ojal, sobre el que pivota. El fiador está equipado con un resorte que lo mantiene ante el cierre sujetándolo. El disparador está provisto de un diente y un pico. Cuando se pulsa el diente actúa sobre uno de los extremos del fiador haciendo que este bascule dejando libre el cierre. El pico conecta con el fiador de seguridad o de "montajes incompletos" ambos están tensado mediante un muelle enganchado entre ellos. Bajo el fiador se ubica el seguro de aleta que apuntala, desplaza hacia adelante y deja libre el fiador, realizando las funciones de asegurar el arma, seleccionar el modo de tiro automático o el semiautomático.

#### Operación y funcionamiento
Las diferencias constructivas con el Z-62 hacen que la operación sea también diferente. Esta diferencia se producen principalmente en la selección de modo de disparo y en el seguro. 
Para realizar el modo de tiro semiautomático o tiro a tiro se procede de la siguiente forma: Se pone la aleta selectora, manilla del seguro, en la posición "F" y se presiona sobre la cola del disparador el cual pivota sobre su eje y eleva el diente y baja el pico. El diente mueve al fiador y al pico del fiador de seguridad, dejando libre el cierre que corre por el tubo empujado por el resorte recuperador. Al pasar por el cargador recoge un cartucho de sus labios introduciéndolo en la recámara del cañón. El vástago de seguridad del mecanismo de percusión que sobresale en la parte frontal del cierre, al chocar este contra la parte posterior del cañón, se retrae y empuja el brazo del balancín de percusión, el cual pivota sobre su eje y fuerza a la aguja de percusión a chocar contra el pistón del cartucho haciéndolo detonar. La deflagración hace que el cierre vaya hacia atrás llevando la vaina, que la pasa sobre el extractor, expulsándola fuera del arma y el cierre llega hasta su posición de montado comprimiendo el resorte recuperador. Allí queda detenido por los fiadores. El cierre, al pasar sobre el fiador empuja a este un poco hacia abajo haciéndole perder el contacto con el diente del disparador volviendo a subir interponiéndose en el camino del cierre. Será necesario accionar el disparador para poner su diente por debajo del brazo delantero del fiador y poder así, nuevamente, empujarlo.
Para realizar el modo de disparo automático o ametrallador se procede de la siguiente forma: Se pone la palanca selectora, palanca del seguro de aleta, en la posición marcada como "M". La leva del seguro empuja al fiador para adelante de forma que hace que su contacto con el diente del disparador sea permanente. Cuando el fiador pivota bajo la acción del diente del disparador porque se ha accionado sobre este, hace que el fiador se mantenga bajo, hasta tanto no se suelte el disparador lo que hace que el cierre quede libre y realice el proceso de disparo hasta agotar la munición del cargador o dejar de presionar el disparador. Cuando se acabe la munición y no se haya dejado de presionar sobre el disparador, el cierre quedará en posición de cierre (en la delantera) esperando a que nuevamente sea montada el arma.
Si accionamos la palanca selectora en posición "S", el cierre queda inmovilizado independientemente si está en posición de montado o de reposo. Para evitar disparos imprevistos el cierre quedará retenido por el fiador de seguridad si por cualquier motivo no completase el montaje.

### Subfusil Z-75
El Z-75 representó la primera arma de la tercera generación de subfusiles de la Star. Basado en el mismo método de sistema de cierre por masa con reculada y percusión adelantada que los anteriores, tiene un cierto parecido con el UZI e incorpora algunas facturas modernas que se habían visto anteriormente en el subfusil checo M23/25. Mantiene una longitud de cañón de 20 cm y el peso de 2,6 kg sin cargador.

### Subfusil Z-84
A mediados de los años 80 sale al mercado el subfusil Z-84 que sustituye al Z-75. El cartucho que disparaban las armas destinadas a España y a los países miembros de la OTAN era el 9 x 19 Parabellum. Se ofrecía también una versión que disparaba el cartucho 9 mm Largo para otros clientes. Es un arma muy parecida al Uzi, el responsable del desarrollo fue el ingeniero Eduardo Iraegui.
Las características de este subfusil, especialmente el escaso peso y la fácil selección del modo de tiro, hicieron que fuera rápidamente adoptado por las Fuerzas Armadas españolas y también por las de otros países como la Policía Nacional del Ecuador donde fue el arma usada por varios oficiales y primera arma automática del Grupo de Operaciones Especiales (GOE), pero compartió protagonismo con el modelo anterior, el Z-70 al que no llegó a reemplazar por completo. Su fiabilidad en entornos mojados, en especial marinos, hizo que fuera apreciado para equipar a unidades de la armada y de la infantería de marina ya que lograba funcionar aún después de haber sido sumergido sin necesidad de drenar el cajón de mecanismos o el cargador. 
Está construido en acero y polímero. El cañón tiene dos longitudes diferentes, con seis rayas con un paso de 312 mm en el ánima. El alza en "L" tiene dos posiciones, una para 100 m y otra para 200 y la línea de mira permanece fija para los dos diferentes cañones en 2,5 cm. Usaba un cerrojo envolvente que rodea la recámara del cañón, permitiendo que la longitud total del arma sea más corta con un cañón de 20 cm de largo.
El Z-84 tiene cargadores de 20 y 30 cartuchos que se insertan en la culata, que está situada verticalmente, quedando el cierre del mismo en la aparte de atrás de la culatilla. Al lado derecho se encuentra la palanca de amartillado del arma y la ventana de eyección de vainas está situada sobre el disparador a este mismo lado. La palanquilla del seguro se ubica dentro del guardamonte, detrás del disparador. La selección del modo de disparo se realiza mediante una palanquilla deslizante en la que se puede seleccionar el modo semiautomático y automático en el cual la cadencia de tiro es de 550 disparos por minuto. La culata es en acero y plegable. La longitud del cañón era de 20 cm.

#### STAR Z-84 con cañón corto
- Munición: 9 x 19 Parabellum
- Cargadores: 25 o 30 cartuchos

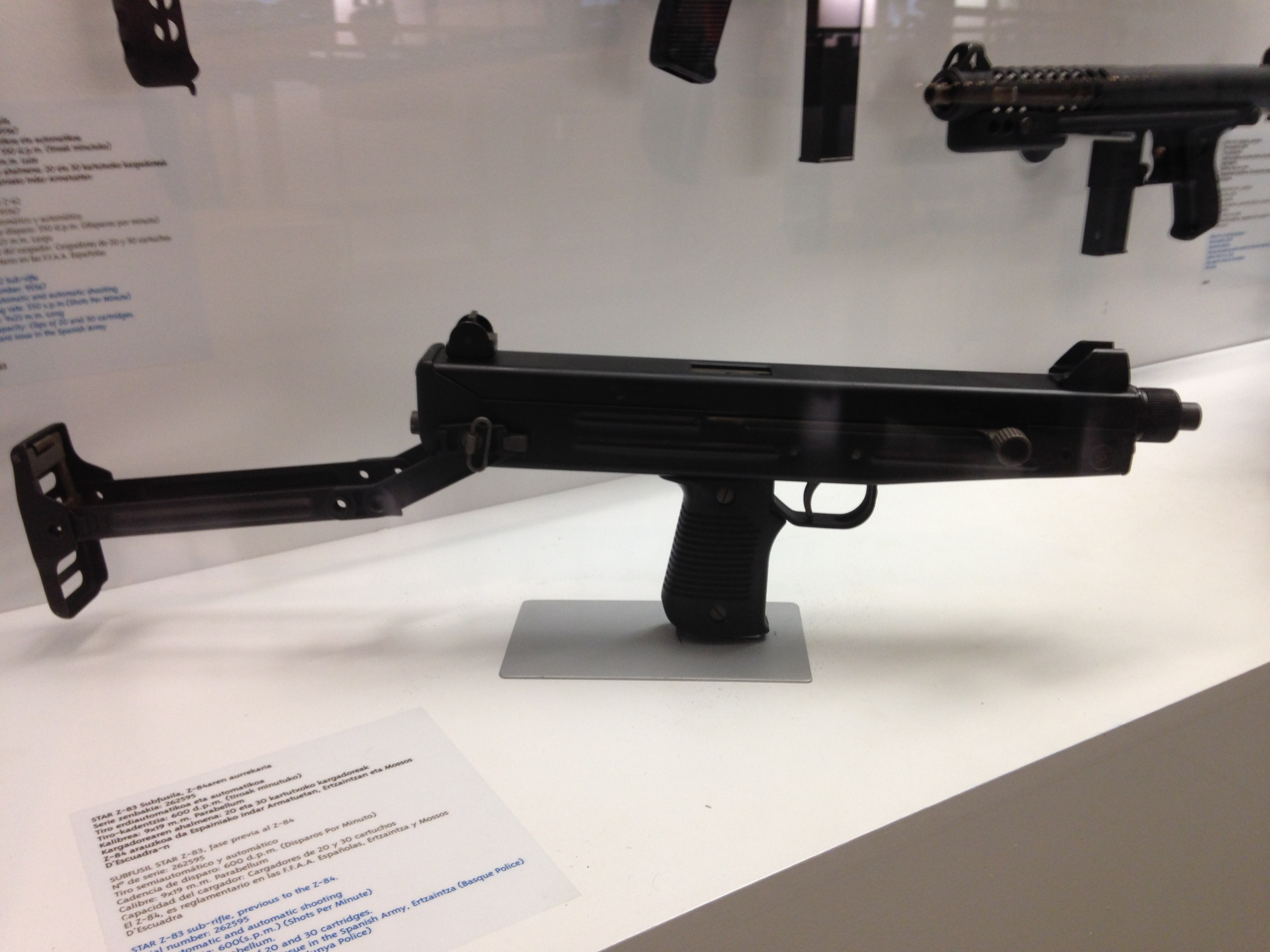
El Star Z-84 del Museo de la Industria Armera de Éibar.

- Cadencia de tiro: 600 disparos/minuto
- Longitudes
  - mínima: 41 cm
  - máxima: 61,5 cm
  - del cañón: 21,5 cm
- Pesos
  - Arma vacía: 3,1 kg
  - Cargador de 25 cartuchos: 532 g
  - Cargador de 30 cartuchos: 607 g

#### STAR Z-84 con cañón largo
- Munición: 9 x 19 Parabellum
- Cargadores: 25 o 30 cartuchos
- Cadencia de tiro: 600 disparos/minuto
- Longitudes
  - mínima: 46,5 cm
  - máxima: 67 cm
  - del cañón: 27 cm
- Pesos
  - Arma vacía: 3,1 kg
  - Cargador de 25 cartuchos: 532 g
  - Cargador de 30 cartuchos: 607 g